# Zimmer Ferenc (újságíró)
Zimmer Ferenc (Sopron, 1885. május 26. – Pinkafő, Ausztria, 1961. május 30.) újságíró, szerkesztő.

## Élete
1909-ben szerzett végbizonyítványt a budapesti tudományegyetemen, ami mellé később megszerezte a gyorsírástanítói oklevelet is. 1906–1908 között a Die Zeit és a Neue Freie Presse című bécsi lapok budapesti tudósítója volt, majd két éven át a Neues Pester Journal szerkesztőségének tagjaként tevékenykedett. 1910 és 1918 között a Budapesti Tudósító című félhivatalos lap munkatársa volt.
1918. novemberétől a Magyar Távirati Irodánál (MTI) nyert alkalmazást, mint szerkesztő, majd felelős szerkesztő, e posztot egészen Magyarország német megszállásáig, 1944. március 19-éig töltötte be. Közben egy ideig a Magyar Hírlapírók Országos Nyugdíjintézetének ügyvezető elnöke volt, illetve 1939–1944 között elnöki tisztséget töltött be az Országos Sajtókamara újságírói főosztályán is.
1944. október 21-én nyugalomba vonult, a nem sokkal korábban hatalomra került nyilasok ennek ellenére elfogták és Sopronkőhidára internálták. Kiszabadulása után 1945-től Budapesten élt, 1951-ben azonban – törvénysértő módon – ismét lakóhelye elhagyására kényszerítették és Szabolcs-Szatmár megyébe telepítették. 1956-ban Nyugatra távozott.